# Черро-аль-Ламбро
Черро-аль-Ламбро (італ. Cerro al Lambro) — муніципалітет в Італії, у регіоні Ломбардія, метрополійне місто Мілан.
Черро-аль-Ламбро розташоване на відстані близько 460 км на північний захід від Рима, 20 км на південний схід від Мілана.
Населення — 5070 осіб (2014).

## Демографія
Населення за роками:

Станом на 1 січня 2023 року в муніципалітеті офіційно проживав 281 іноземець з 47 країн, серед них 66 громадян країн Євросоюзу та 11 громадян України.

## Сусідні муніципалітети
- Баскапе
- Карп'яно
- Казалетто-Лодіджано
- Меленьяно
- Сан-Ценоне-аль-Ламбро
- Віццоло-Предабіссі